# Sara González
Sara González, , née le 17 mars 1992  à Gijón dans les Asturies, est une joueuse internationale espagnole de rink hockey. 

## Palmarès
En 2016, elle participe au championnat du monde.